# Doktorvater
Als Doktorvater bzw. Doktormutter wird in Deutschland, Österreich und in der Schweiz inoffiziell der Betreuer bzw. Erstgutachter eines Doktoranden während der Anfertigung der zur Promotion zum Doktor mitberechtigenden Doktorarbeit und bei der Promotion bezeichnet. In Österreich sind die Begriffe Betreuer bzw. Betreuerin üblich und gesetzlicher Terminus. Im englischen Sprachraum sind die Bezeichnungen doctoral advisor oder doctoral supervisor und seltener promotor gängig.

## Person
Der Doktorvater ist in der Regel ein Hochschullehrer, also ein Professor oder ein anderes habilitiertes Mitglied der betreffenden Fakultät, und verantwortlich für die Durchführung des Promotionsverfahrens vor der Fakultät, inklusive der Koordination der organisatorischen Maßnahmen. Der Doktorvater fungiert als Erstgutachter der Dissertation; hinzu tritt daneben noch mindestens ein zweiter Gutachter bzw. Zweitbetreuer.
Die meisten Promotionsordnungen in Deutschland räumen inzwischen auch Juniorprofessoren das Recht zur selbständigen Betreuung von Doktoranden bzw. zur Erstbegutachtung von Dissertationen ein, da sie ebenfalls Hochschullehrer sind; oft gilt dies auch für Privatdozenten. Auch bereits pensionierte Professoren können als Doktorväter fungieren. Oft ist aber vorgeschrieben, dass zumindest einer der beiden Betreuer planmäßiger Professor (W2 oder W3) sein muss, der sich noch nicht im Ruhestand befindet.

## Ablauf
Der Doktorvater schlägt ein Thema für die Dissertation vor oder kann ein vom Doktoranden selbst vorgeschlagenes Thema annehmen.
Der Umfang der Betreuung durch den Doktorvater ist nicht genormt und hängt in der Praxis oft stark vom jeweiligen Fach und der Person ab. In den experimentell arbeitenden Naturwissenschaften kann die Betreuung sehr eng sein, mit täglichen bis wöchentlichen Besprechungen, in den geisteswissenschaftlichen Fächern aus wesentlich selteneren Besprechungen der Fortschritte bestehen, bis hin zu einer – im Extremfall – alleinigen Beurteilung der fertigen Dissertation.
Das Verhältnis von Doktorvater zu Doktorand ist im Idealfall von gegenseitigem Vertrauen geprägt; teils ist es aber auch durch eine starke Abhängigkeit mit fast „feudalen“ Zügen charakterisiert, da die Promotionsordnungen oft recht vage hinsichtlich der Anforderungen und Ausgestaltung der Dissertation sind und dieser Punkt den Vereinbarungen zwischen Doktorand und Betreuer überlassen bleibt.
Faktisch entscheidet allein der Doktorvater darüber, ob Inhalt, Qualität, Länge der Arbeit und Abgabetermin seinen Erwartungen entsprechen. Solche Festlegungen können prinzipiell jederzeit revidiert werden, ohne dass echte Einspruchsmöglichkeiten des Doktoranden bestehen. Es ist jedoch gute akademische Praxis, dass der Doktorvater seine Doktoranden fair behandelt. Auch bei der Notengebung kommt dem Doktorvater entscheidendes Gewicht zu. Er verlangt teilweise auch die Erledigung von Arbeiten für seine eigene Forschung, Administration oder Ähnliches, was nicht im direkten Zusammenhang mit der Dissertation steht. Derlei Praktiken werden aber in vielen Fächern von der Mehrzahl der Professoren – die ja schließlich sämtlich selbst einmal in der Rolle eines Doktoranden waren – abgelehnt.

## Prestige
Da Dissertationen in Deutschland zwingend publiziert werden müssen und anschließend häufig in Fachzeitschriften rezensiert werden, findet auch die Tätigkeit als Doktorvater in der Fachöffentlichkeit statt. Das wissenschaftliche Prestige des Doktorvaters ergibt sich (neben seinen eigenen wissenschaftlichen Publikationen) unter anderem auch aus Anzahl und Qualität der von ihm betreuten und erfolgreich abgeschlossenen Doktorarbeiten.
Dissertationen, die nicht den wissenschaftlichen Standards genügen, schaden hingegen auch dem Ansehen des jeweiligen Betreuers. In der Regel hat der Doktorvater deshalb ein Interesse daran, Doktoranden ordentlich zu betreuen und zu einem erfolgreichen Abschluss zu bringen, auch um später neue leistungsbereite Doktoranden zu gewinnen.
Das ausgeprägte Abhängigkeitsverhältnis kann vom Doktorvater missbraucht werden, indem Doktoranden dazu genötigt werden, eigene Forschungsergebnisse unter dem Namen des Doktorvaters oder in Co-Autorenschaft zu publizieren, was das Ansehen des Doktorvaters unzulässig steigern kann und dem eigentlichen Urheber den entsprechenden Reputationsgewinn verwehrt.

### Stammbaum
Ein akademischer Stammbaum stellt analog zu einem Familienstammbaum das Verhältnis von akademischen Lehrern und Schülern (z. B. Doktoranden) dar. Damit lassen sich „wissenschaftliche Schulen“ aufzeigen, die oftmals auf bekannte Persönlichkeiten zurückführbar sind, die eine Wissenschaft begründet oder geprägt haben.